# Drapeau de la Palestine
Le drapeau de la Palestine est le drapeau de l'État de Palestine, État observateur non-membre de l'ONU. Il est identique au drapeau de l'Autorité palestinienne et plus généralement, il est le symbole des Palestiniens.
Comme pour beaucoup de pays arabes, le drapeau reprend les couleurs panarabes du drapeau de la Révolte arabe de 1916-1918. Il est presque identique à celui du parti Baas et de celui de la Jordanie (ainsi qu'au drapeau de la République arabe sahraouie démocratique). Ainsi sa composition est proche d'autres drapeaux arabes, du royaume d'Irak, des Émirats arabes unis, du Soudan ou encore du Koweït. Le drapeau fut également utilisé en 1958 par l’éphémère Fédération arabe d'Irak et de Jordanie.

## Composition

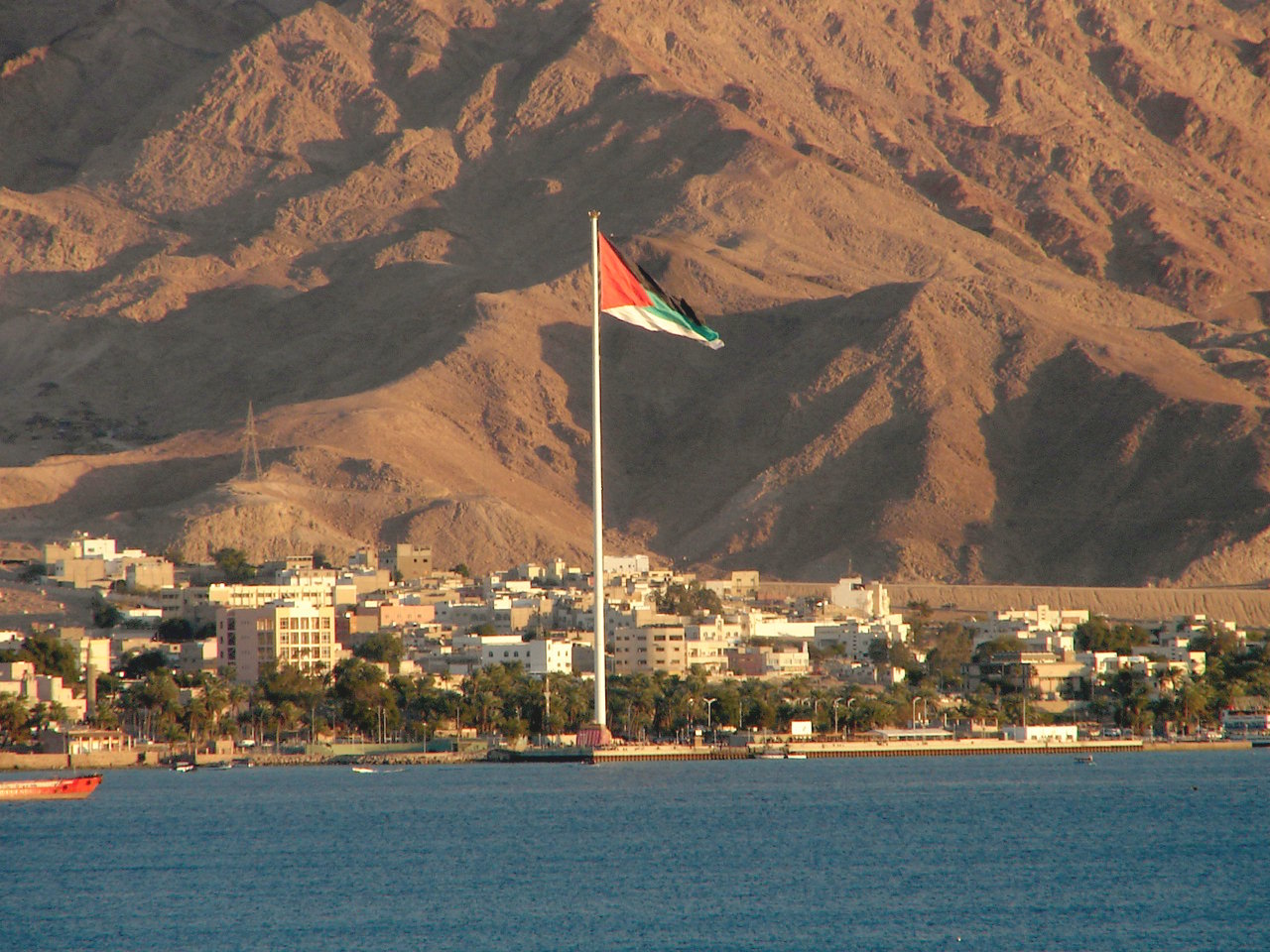
La hampe de drapeau d'Aqaba, en Jordanie, porte le drapeau de la révolte arabe de 1936-1939, presque identique à celui de la Palestine.

Le drapeau palestinien se compose de trois bandes horizontales tricolores de même largeur (noir, blanc et vert, de haut en bas) et d'un triangle rouge superposé sur la gauche. Il s'agit des couleurs panarabes :
- le triangle rouge symbolise la « maison hachémite » de Mahomet ;
- la bande noire symbolise les Abbassides de Bagdad (750-1258) ;
- la bande verte symbolise les Fatimides du Caire (969-1171) ;
- la bande blanche symbolise les Omeyyades de Damas (661-750).

Ces couleurs avaient été adoptées par la Révolte arabe de 1916-1918, qui visait à la formation d'un royaume arabe englobant tout le Croissant fertile. La révolte éclata, mais une fois les terres arabes libérées de l'occupation turque, les Européens se partagèrent le Moyen-Orient suivant les accords Sykes-Picot.

## Histoire
Une résolution de l'Organisation des Nations unies du 10 septembre 2015 autorise les drapeaux des États non membres mais observateurs à flotter devant le siège de l'institution. À la suite de cette résolution (119 voix pour, 8 contre et 45 abstentions), les drapeaux des États observateurs (outre la Palestine, le seul autre État observateur est le Vatican mais qui ne s'était pas associé à cette demande) seront hissés à la suite des drapeaux des états membres (ceux-ci sont rangés par ordre alphabétique).

## Drapeau historique

Pavillon des navires immatriculés sous le mandat palestinien, utilisé de 1927 à 1948.

La Palestine sous mandat britannique est issue de la conférence de San Remo où les vainqueurs de la Première Guerre mondiale se partagèrent les provinces arabes de l’Empire ottoman. La Société des Nations (SDN) confie aux Britanniques le territoire couvrant à la fois la Jordanie et celui de la Palestine.
Le drapeau de ce territoire était composé du Red Ensign flanqué d'un disque blanc où était mentionné le nom Palestine en capitale. Tout comme les dépendances du Royaume-Uni, l'Union Jack était officiellement utilisé sur les bâtiments officiels.
En 1938, lors de la grande révolte arabe de 1936-1939, le drapeau est hissé sur les grands bâtiments de Jérusalem. C’est le même que le drapeau actuel mais avec une croix et un croissant dans le triangle rouge.
En janvier 2023, Itamar Ben-Gvir, le ministre de la sécurité nationale israélien interdit l'affichage du drapeau palestinien dans l'espace public israélien,,. Pour contourner cette interdiction, des représentations de pastèques, devenues un symbole de l’identité palestinienne, sont alors utilisées lors des manifestations de l'opposition israélienne.